# 酮戊二酸
酮戊二酸（Ketoglutaric acid）或氧戊二酸（oxoglutaric acid），或其共轭碱，羧酸盐，酮戊二酸盐（ketoglutarate）或氧戊二酸盐（oxoglutarate），可能指以下化合物：
- α-酮戊二酸，柠檬酸循环中的中间体
- β-酮戊二酸（丙酮二羧酸或3-氧戊二酸）

|  | 这个同类索引页列出了具有相同或相似标题的化学条目。 除非您是有意链接至本页，否则应将相应条目的内部链接指向正确的条目。 |